# レ・バン・フン
レ・バン・フン（ベトナム語: Lê Văn Hưng, 黎文興,1933年3月27日 - 1975年4月30日）は、ベトナム共和国（南ベトナム）の軍人。

## 経歴
1933年3月27日、フランス領インドシナ・メコンデルタのホクモン県に生まれる。1955年1月にツォードゥク陸軍大学校第5クラスを卒業して陸軍少尉に任官する。1959年1月、タイニン省トランサプの第32歩兵連隊駐屯地が、武器の強奪を目論むベトコンによって奇襲攻撃を受ける。当時、第32歩兵連隊本部付偵察小隊に所属していたフン中尉は、連隊本部と武器装備を保護するため、わずかな兵士を率いて果敢に抵抗した。1961年からヴィンビン省(現在のチャーヴィン省)警察長官を務め、1964年には大尉に昇進。1966年には少佐として第31歩兵連隊第2大隊長に任命され、1967年には中佐となる。1968年には大佐に昇進すると共に第31歩兵連隊長に任命され、その後はカントーの陸軍司令部に勤務し、1971年6月には第5師団長の職を与えられ、1972年3月1日には准将への昇進を果たしている。

### アンロクの戦い
今日、レ・バン・フン将軍の名は、アンロク攻防戦での戦いぶりから「アンロクの英雄」(Hero of An Lộc)として知られている。1972年、北ベトナム軍はアンロクに対する大攻勢を発動した。フンは第5歩兵師団長として、アンロク市街を防衛するべく戦いに参加した。
この戦いの最中、彼はほぼ3ヶ月間を小さな地下バンカーで過ごし、第5師団、第81空挺レンジャー、第11空挺旅団、第21師団、およびビンロン省(現在のビンフオック省)の軍部隊を率いて戦った。これらの部隊と共に、フンはソ連製T-54戦車の援護を受けた北ベトナム軍歩兵による度重なる波状攻撃を撃退したのである。
フンは「私が生きている限り、アンロクは戦い続ける」と宣言した。彼のいかなる犠牲をもってしてもアンロクを確保し続けるという意志と共和国軍将兵の闘志により、北ベトナム軍はアンロクの確保を断念することとなった。フンは野戦昇進によって大将となり、以後は第21師団長や第4軍管区副司令官を歴任した。

### 自決
1975年4月、ホー・チ・ミン作戦として知られる大攻勢が発動された。この攻勢によって首都サイゴンは陥落、ベトナム共和国の敗北は決定的なものとなった。1975年4月30日、北ベトナム軍に投降したズオン・バン・ミン大統領からの降伏命令を受けた後も、フンやグエン・コア・ナム第4軍管区司令官は徹底抗戦を望んでいたが、カントーの市民代表団がフンの元を訪れ、戦闘による荒廃と流血を避けるべく、これ以上の交戦を行わないようにと嘆願したのである。この嘆願によって徹底抗戦を断念したフンは、部下と家族に別れを告げ、1975年4月30日午後8時45分に.45口径拳銃で自決した。レ・バン・フンは、ベトナム共和国降伏の日に自決した5人の将軍の1人であった。